# Tampa Bay Times
Tampa Bay Times — англоязычная американская ежедневная газета, издаваемая в Сент-Питерсберге, штат Флорида. Основана в 1884 году как West Hillsborough Times и в 1898 году переименована в St. Petersburg Times (не путать с еженедельной российской англоязычной газетой The St. Petersburg Times). 1 января 2012 года переименована в Tampa Bay Times.
С 1964 года он выиграл четырнадцать Пулитцеровских премий, а в 2009 году впервые в своей истории получил две за один год, одна из которых была за проект PolitiFact. Его издает издательская компания Times, которая принадлежит Институту медиаисследований Пойнтера, некоммерческой школе журналистики, непосредственно примыкающей к кампусу Университета Южной Флориды в Сент-Питерсберге.